# Małgorzata Jurczak
Małgorzata Jurczak (ur. 13 sierpnia 1968 w Prudniku) – polska producent filmowa i kierownik produkcji.

## Życiorys
Uczęszczała do Państwowej Szkoły Muzycznej I st. im. Karola Szymanowskiego w Prudniku. Absolwentka Wydziału Prawa i Administracji Uniwersytetu Warszawskiego, Wyższego Zawodowego Studium Organizacji Produkcji Filmowej i Telewizyjnej PWSFTviT w Łodzi oraz Leeds Metropolitan University, The Northern School of Film and Television. Laureatka kilkunastu nagród filmowych w tym Srebrnych Lwów na Gdynia Film Festival 2012 oraz Polskiej Nagrody Filmowej Orzeł 2012 w kategorii najlepszy film (obie nagrody – wspólnie z Krzysztofem Grędzińskim – jako producent filmu Obława). W latach 2015–2020 producent nadzorujący filmy i seriale Canal+. Członkini Europejskiej Akademii Filmowej, SFP i Polskiej Gildii Producentów.

## Filmografia
Na podstawie:

### Filmy
- 1995: Pestka – współpraca
- 1996: Dzień wielkiej ryby – współpraca
- 1997: Doświadczanie miłości – współpraca
- 2002: Chopin. Pragnienie miłości – kierownictwo produkcji
- 2004: W dół kolorowym wzgórzem – współpraca
- 2005: Wróżby kumaka – kierownictwo produkcji
- 2005: Parę osób, mały czas – kierownictwo produkcji
- 2006: Strajk – kierownictwo produkcji
- 2007: Braciszek – producent wykonawczy
- 2008: Mała Moskwa – producent wykonawczy, kierownictwo produkcji
- 2010: Projekt dziecko, czyli ojciec potrzebny od zaraz – kierownictwo produkcji
- 2011: Księstwo – producent, producent wykonawczy
- 2011: Ki – producent, producent wykonawczy
- 2011: Z miłości – kierownictwo produkcji
- 2012: Obława – producent, producent wykonawczy
- 2012: Być jak Kazimierz Deyna – producent
- 2014: Pani z przedszkola – producent
- 2014: Fotograf – producent wykonawczy
- 2017: Catalina – współpraca produkcyjna
- 2019: Ikar. Legenda Mietka Kosza – koproducent
- 2019: Ukryta gra – koproducent
- 2019: Boże Ciało – koproducent
- 2019: Eastern – koproducent
- 2019: Numery – koproducent
- 2019: Supernova – koproducent
- 2020: Sala samobójców. Hejter – koproducent
- 2020: Sweat – koproducent

### Seriale
- 2004: Panienki – kierownictwo produkcji
- 2005: Zakręcone – kierownictwo produkcji
- 2006: Pogoda na piątek – kierownictwo produkcji
- 2008: BrzydUla – kierownictwo produkcji
- 2009: Przystań – producent wykonawczy
- 2018: Nielegalni – producent nadzorujący
- 2018: Kruk. Szepty słychać po zmroku – producent nadzorujący
- 2019: Żmijowisko – producent nadzorujący
- 2019: Zasada przyjemności – producent
- 2019: Dirigenten – koproducent
- 2020: Mały zgon – producent nadzorujący
- 2020: Król – producent nadzorujący

### Spektakle
- 1995: Iwanow – współpraca
- 1996: Na warszawskiej Starówce – współpraca
- 1996: Małgosia – współpraca
- 1996: Adrienne Lecouvreur – współpraca
- 1997: Wniebowstąpienie – współpraca
- 1997: O zwierzętach to i owo – współpraca
- 1997: Impuls – współpraca
- 1998: Swoja – współpraca
- 1998: Rozmowy przy wycinaniu lasu – współpraca
- 1998: Gedeon – współpraca